# Angermünde
Angermünde város Németországban, azon belül Brandenburgban. Lakosainak száma 13 775 fő (2023. december 31.). Angermünde Pinnow, Mark Landin és Zichow községekkel határos.

## Fekvése
Berlintől északkeletre fekvő település.

## Földrajz
A város a Schorfheide és az Odera között egy tóban gazdag területen található. A Schorfheide-Chorin Bioszféra Rezervátum közigazgatási központja a város déli és nyugati részét alkotja.
Angermünde a törzsvároson kívül 23 részből áll.

### A város részei
- Altkünkendorf
- Biesenbrow
- Bölkendorf
- Bruchhagen
- Crussow
- Dobberzin
- Frauenhagen
- Gellmersdorf
- Görlsdorf
- Greiffenberg
- Günterberg
- Herzsprung
- Kerkow
- Mürow
- Neukünkendorf
- Schmargendorf
- Schmiedeberg
- Steinhöfel
- Stolpe
- Welsow
- Wilmersdorf
- Wolletz
- Zuchenberg

## Története

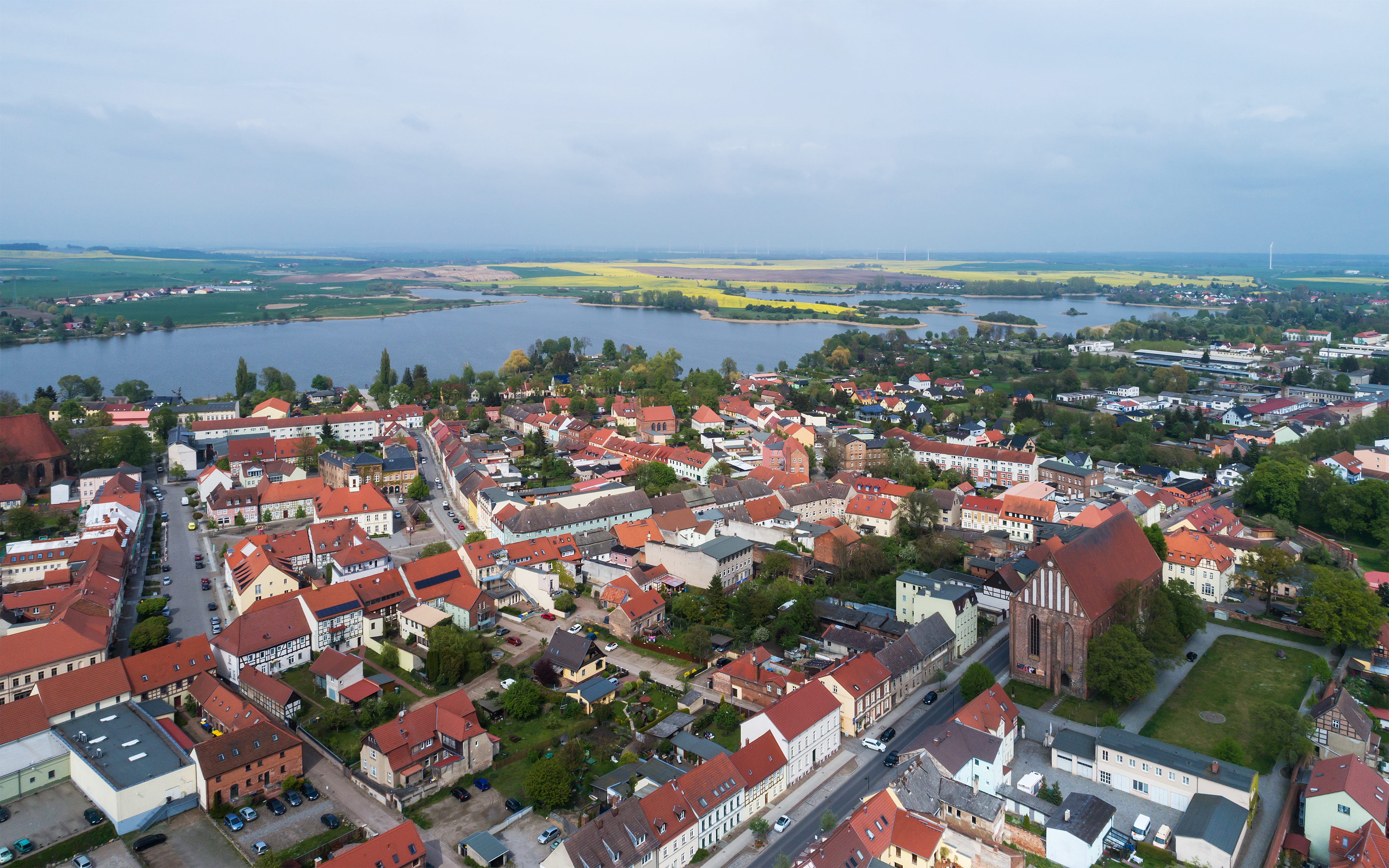
Angermüde légifelvételről

A város a 19. században egy porosz körzet székhelye volt Brandenburg tartományban, és Berlinnel összekötötte a berlini-sztettini (ma Szczecin, Lengyelország) vasút.
A 20. században Kelet-Németország része volt.

## Nevezetességek
- Városháza
- Marienkirche
- Ehm Welk-Múzeum
- Ferences kolostor

## Itt születtek, itt éltek
- Friedrich Heinrich von der Hagen (1780–1856) - német tudós
- Frieda Amerlan (1841–1924) - írónő
- Albert Manthe (1847–1928) - szobrász
- Hermann Dietrich (1856–1930) - politikus
- Ehm Welk (1884–1966) - író
- Günter Reimann (1904–2005) - közgazdász, újságíró
- Heinrich Borgmann (1912–1945) - Adolf Hitler segédje
- Hartmut Losch (1943–1997) - sportoló, diszkoszdobó Európa bajnok
- Gerlinde Stobrawa (1949–2024) - politikus

## Galéria

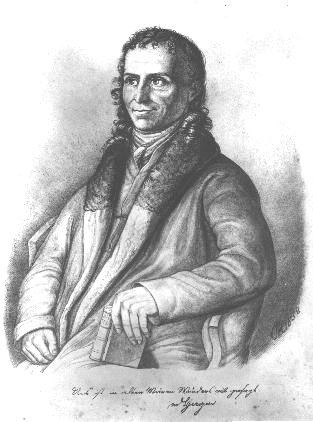
Friedrich Heinrich von der Hagen arcképe
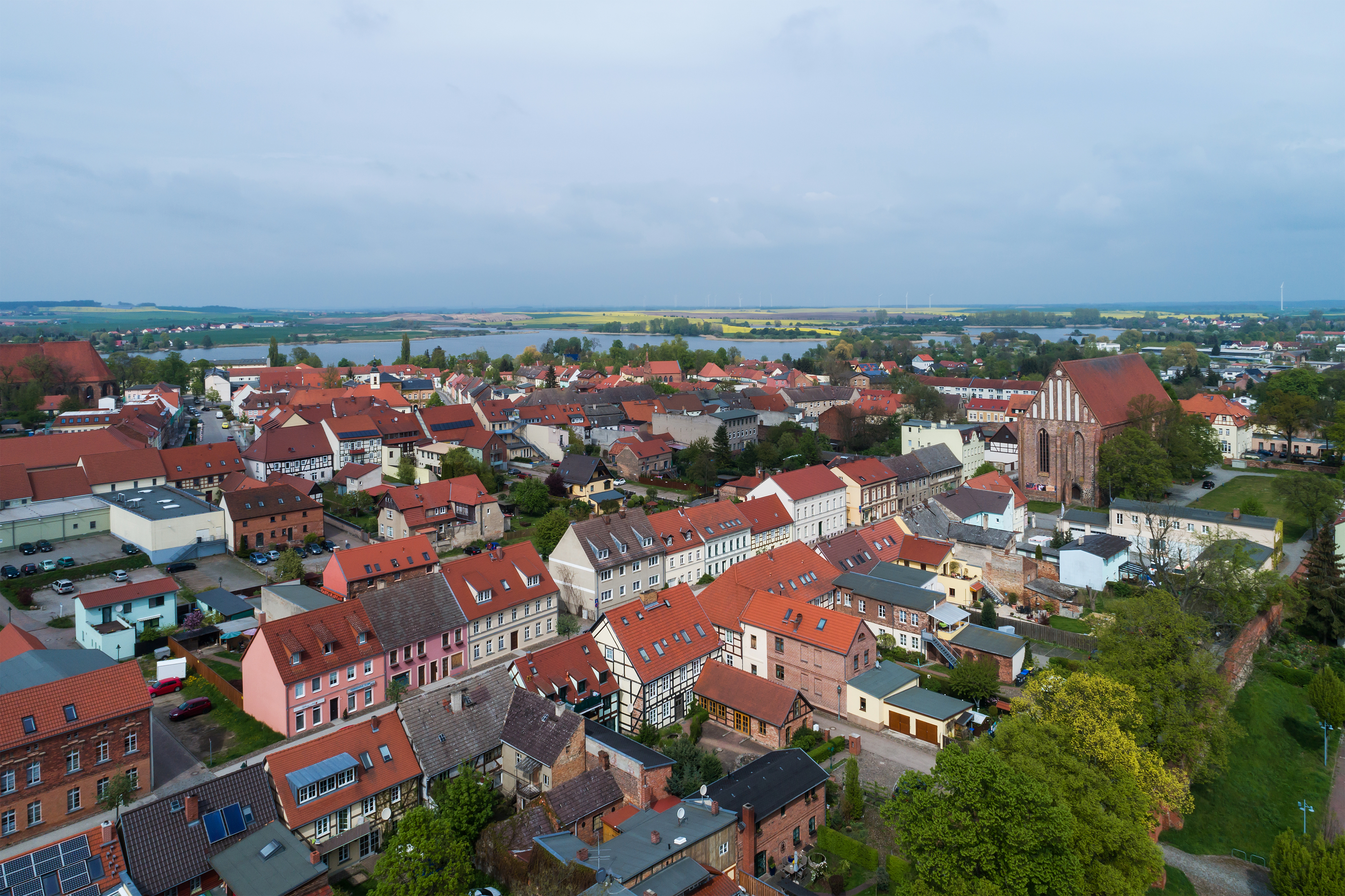
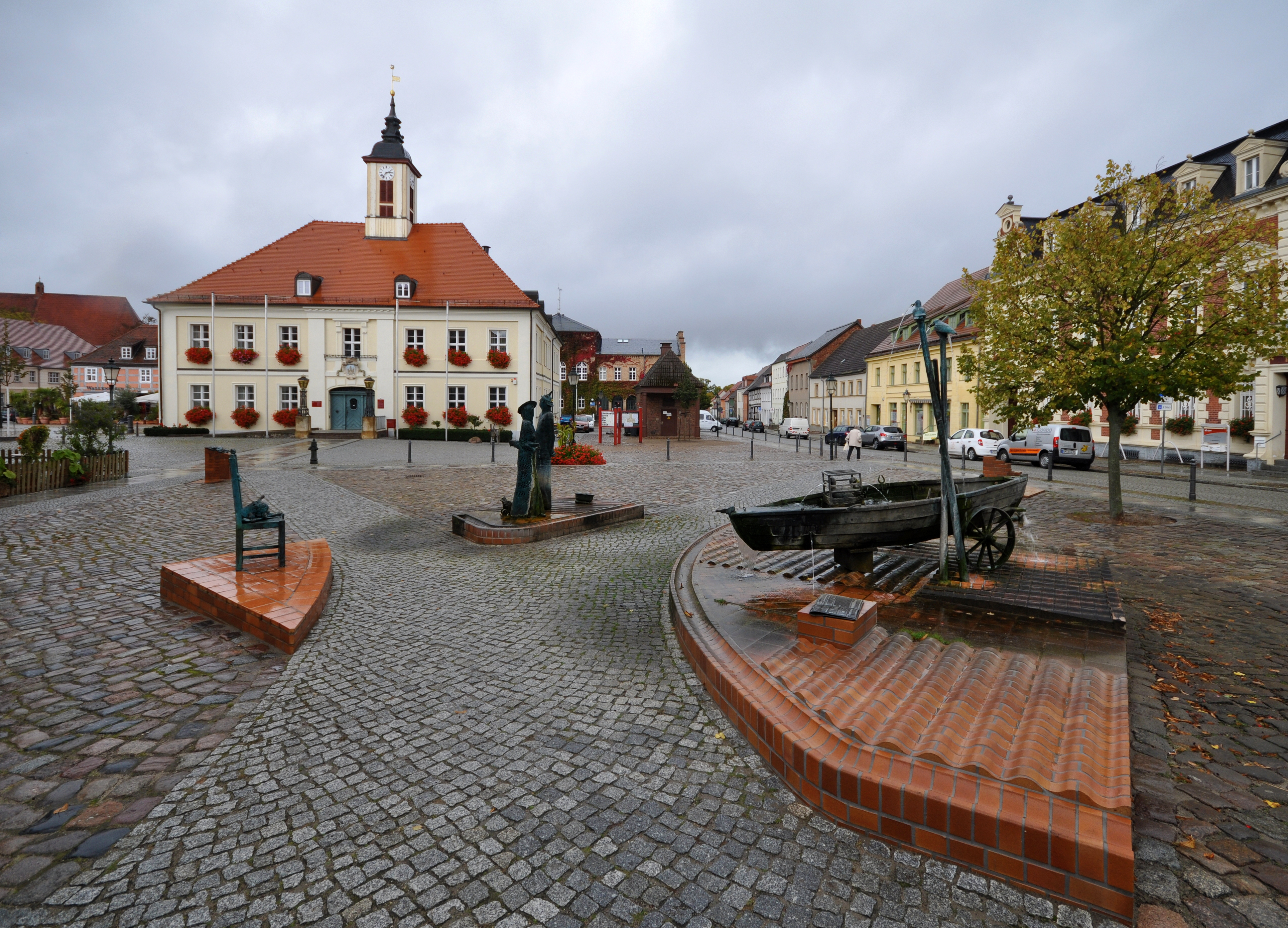
Piactér és városház
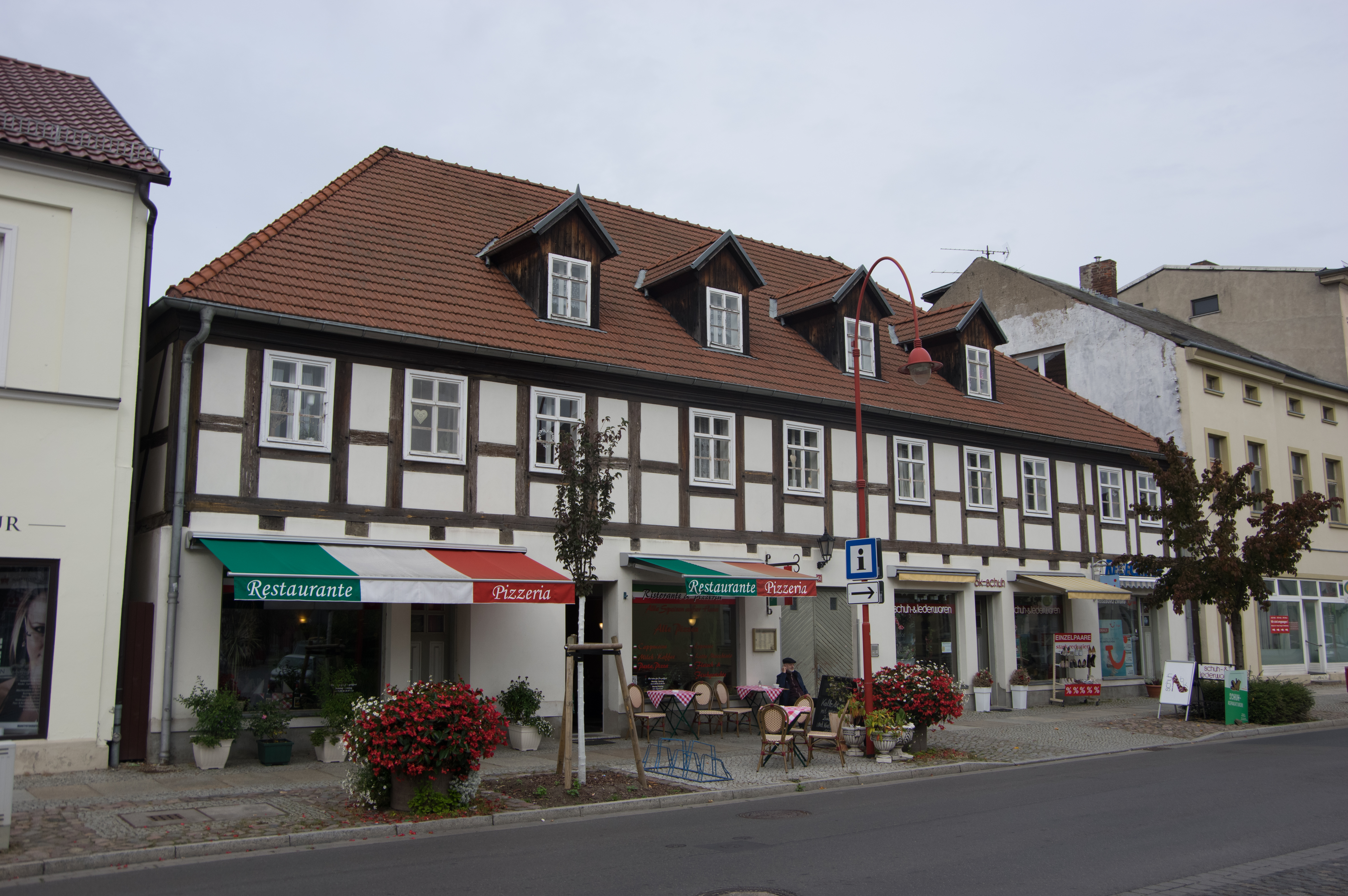
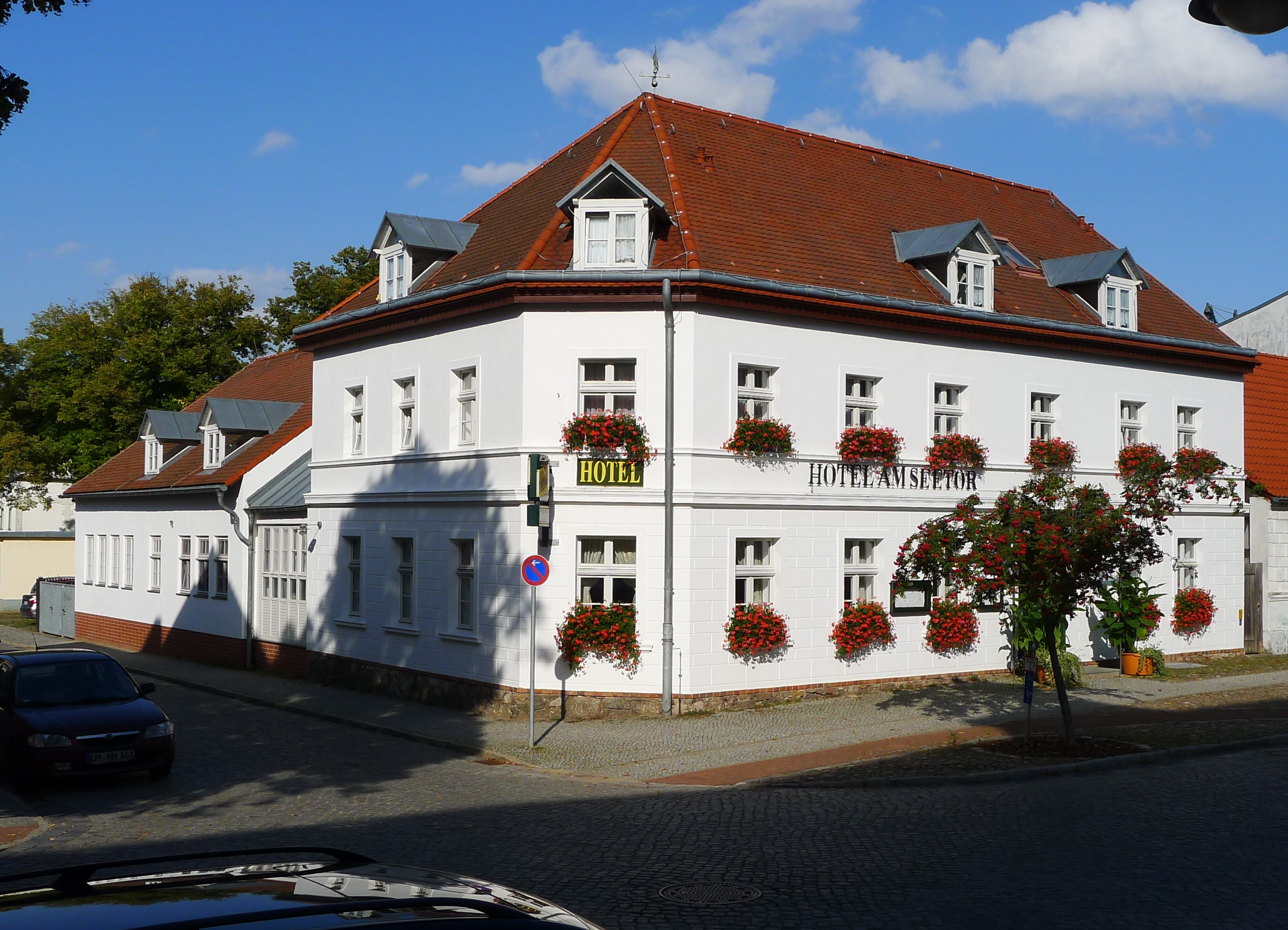
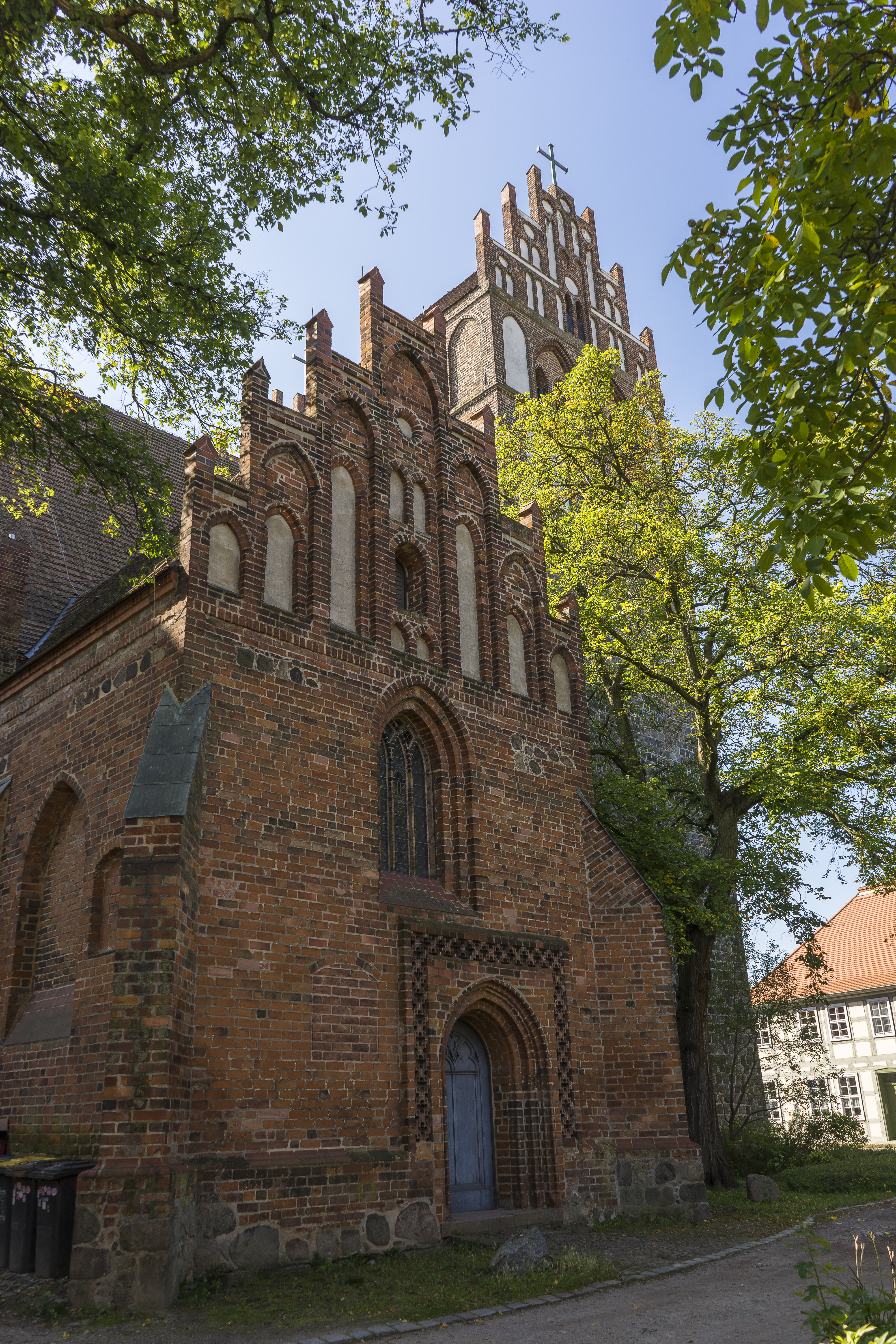
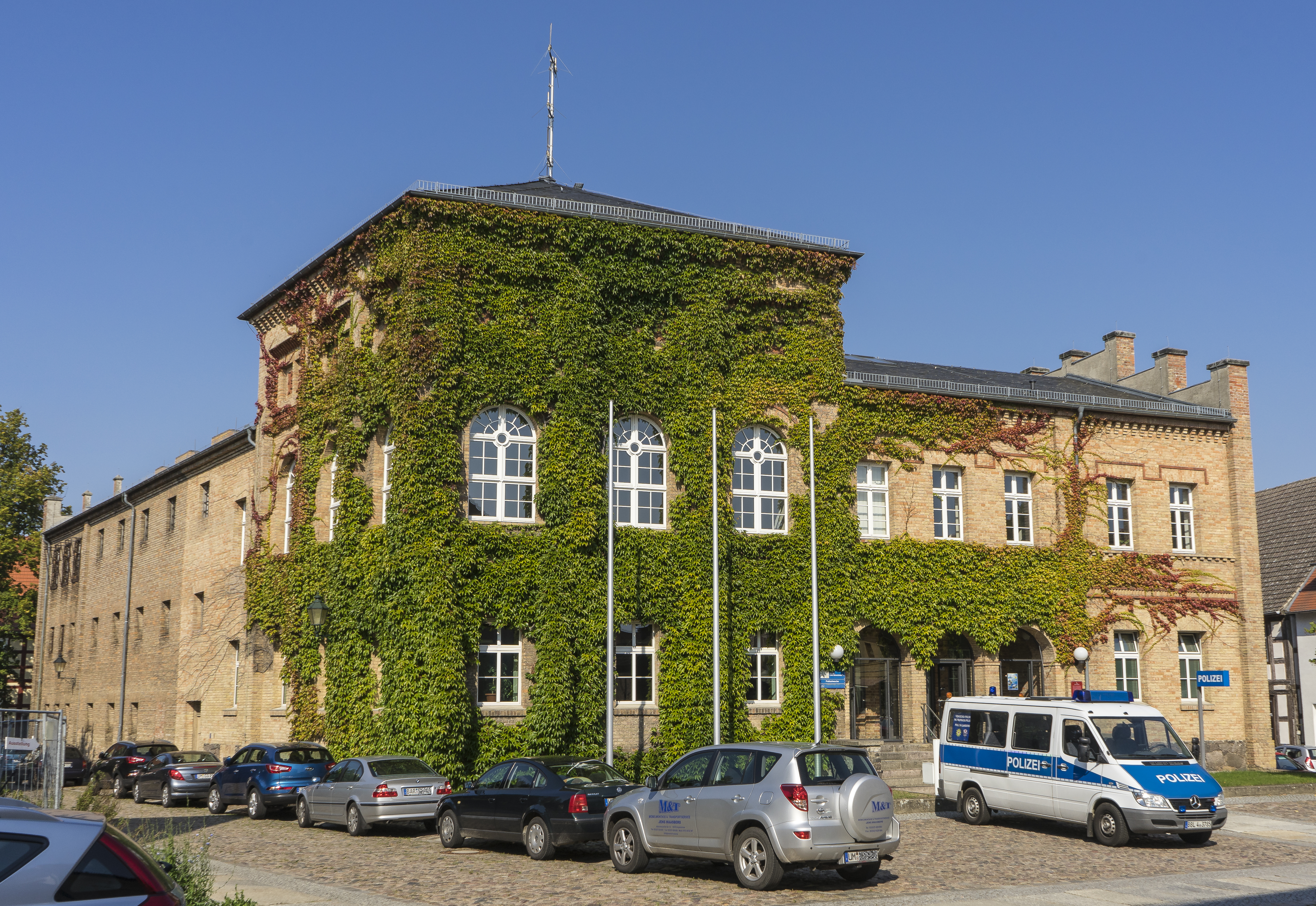
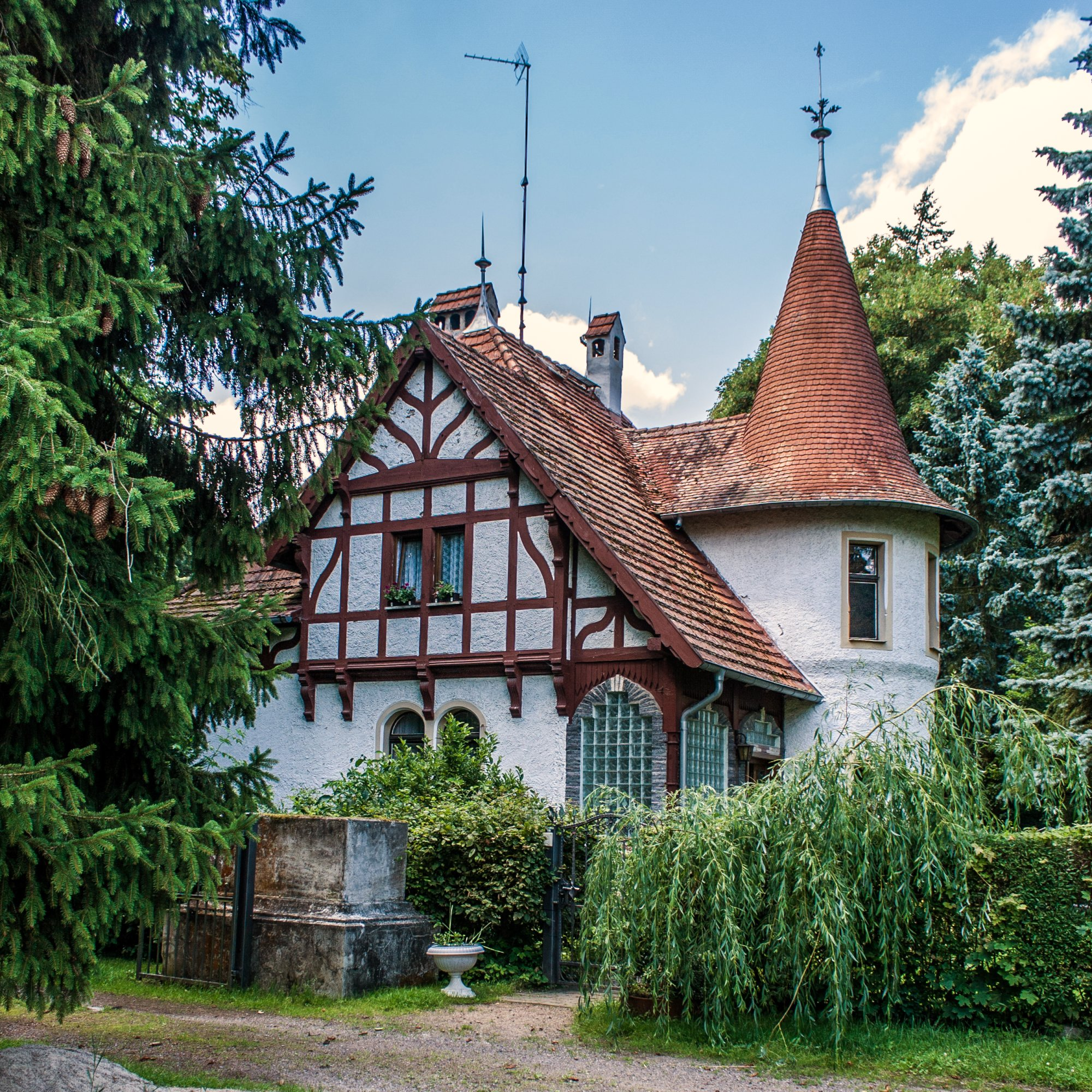
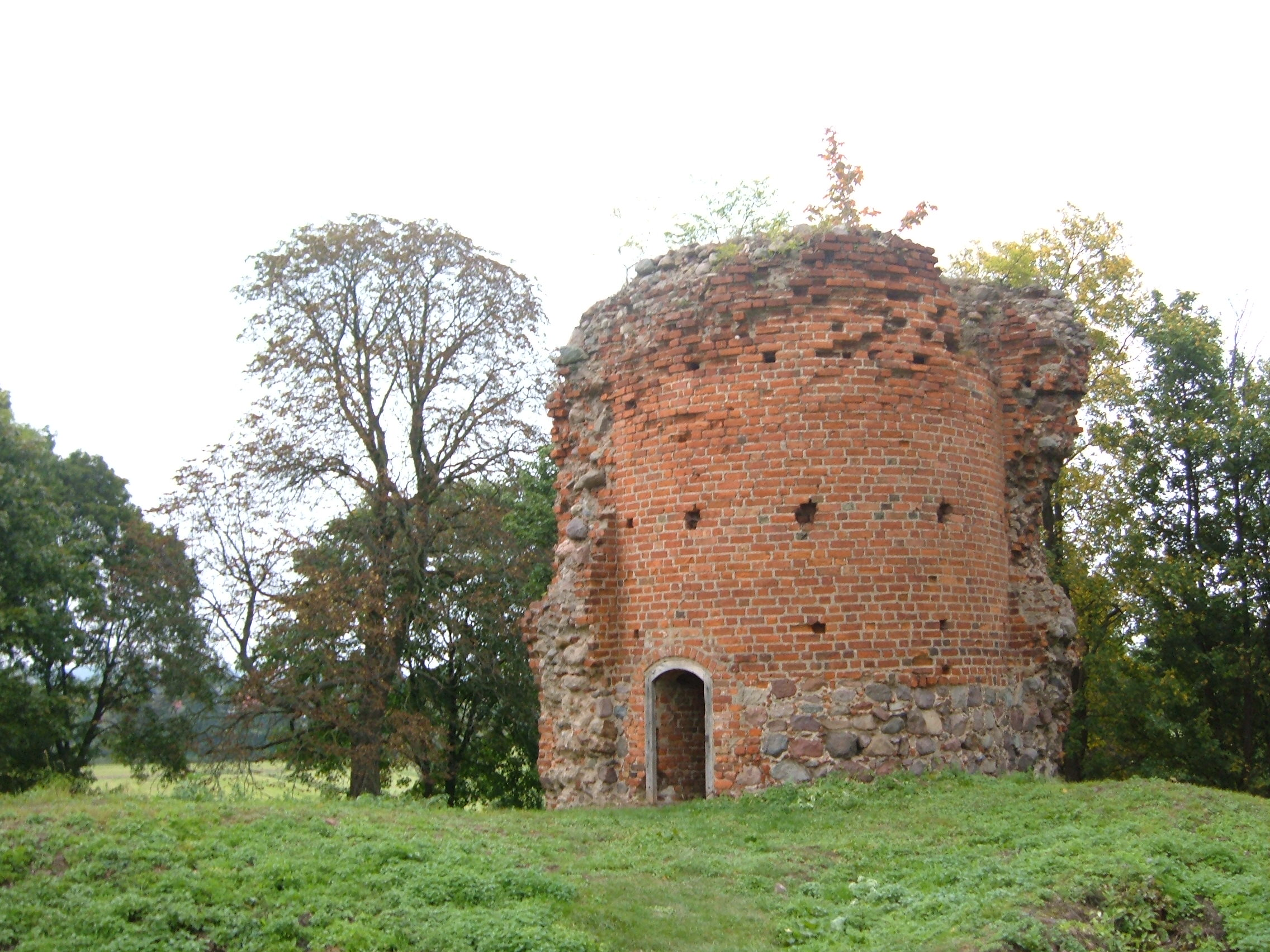
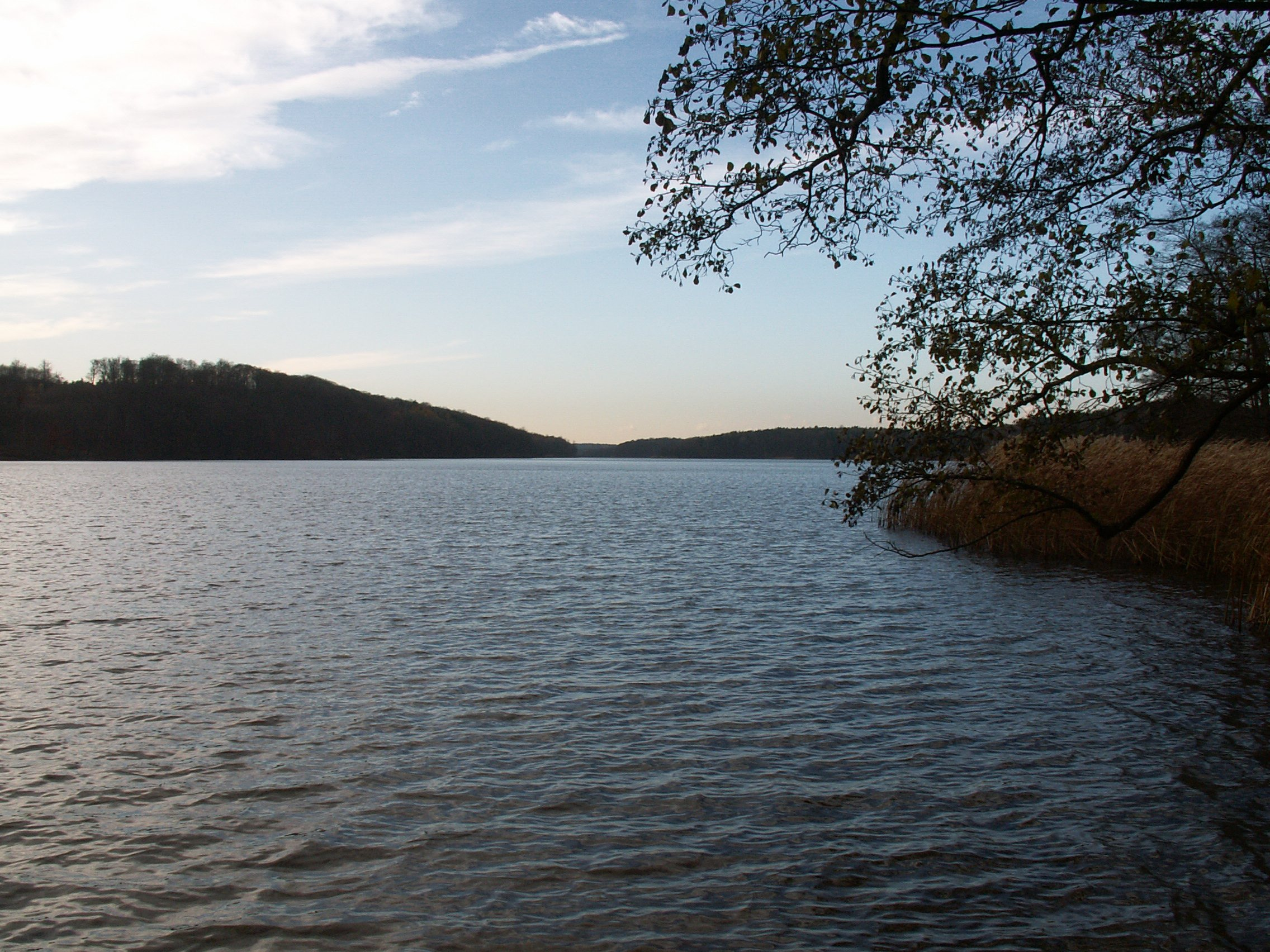
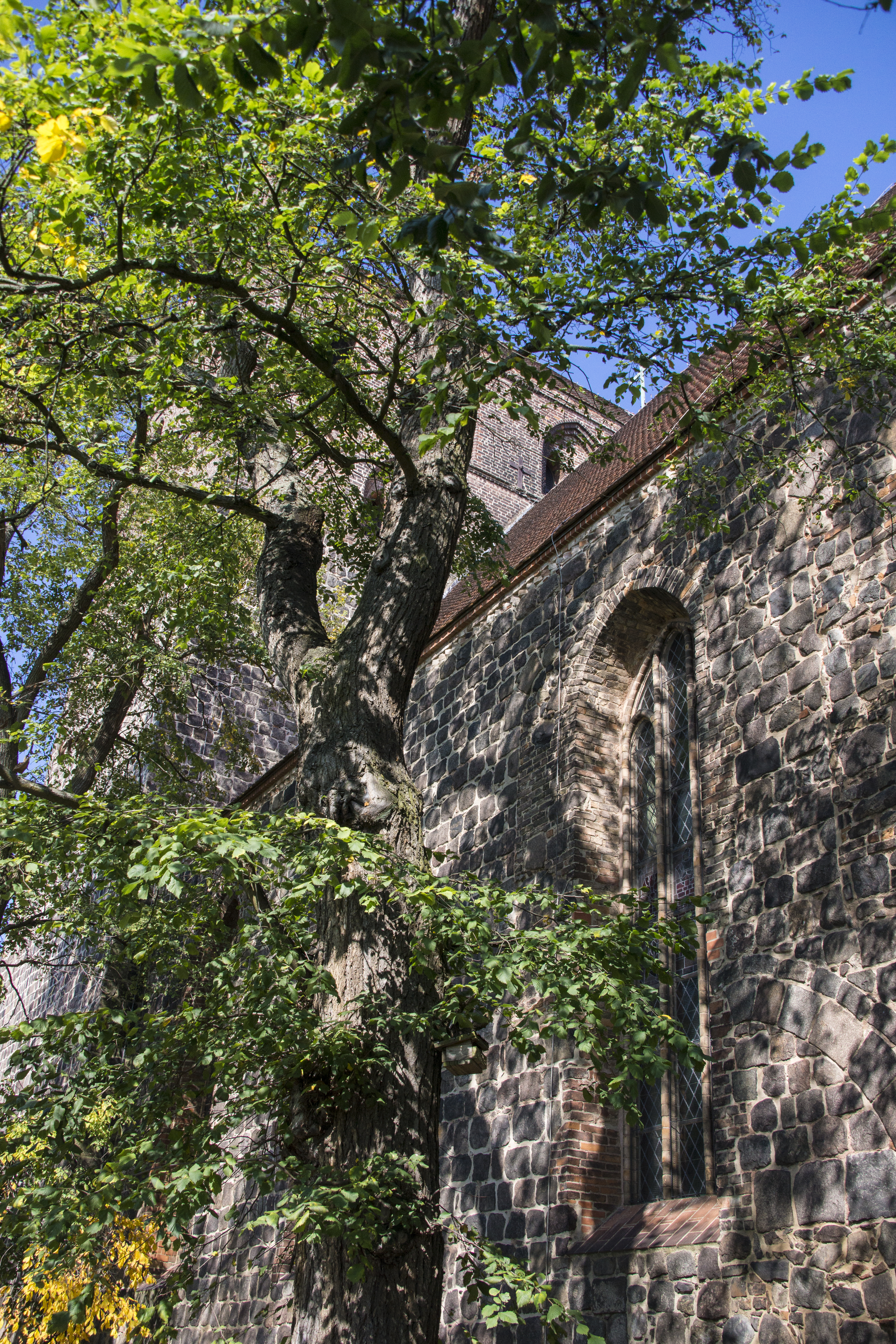
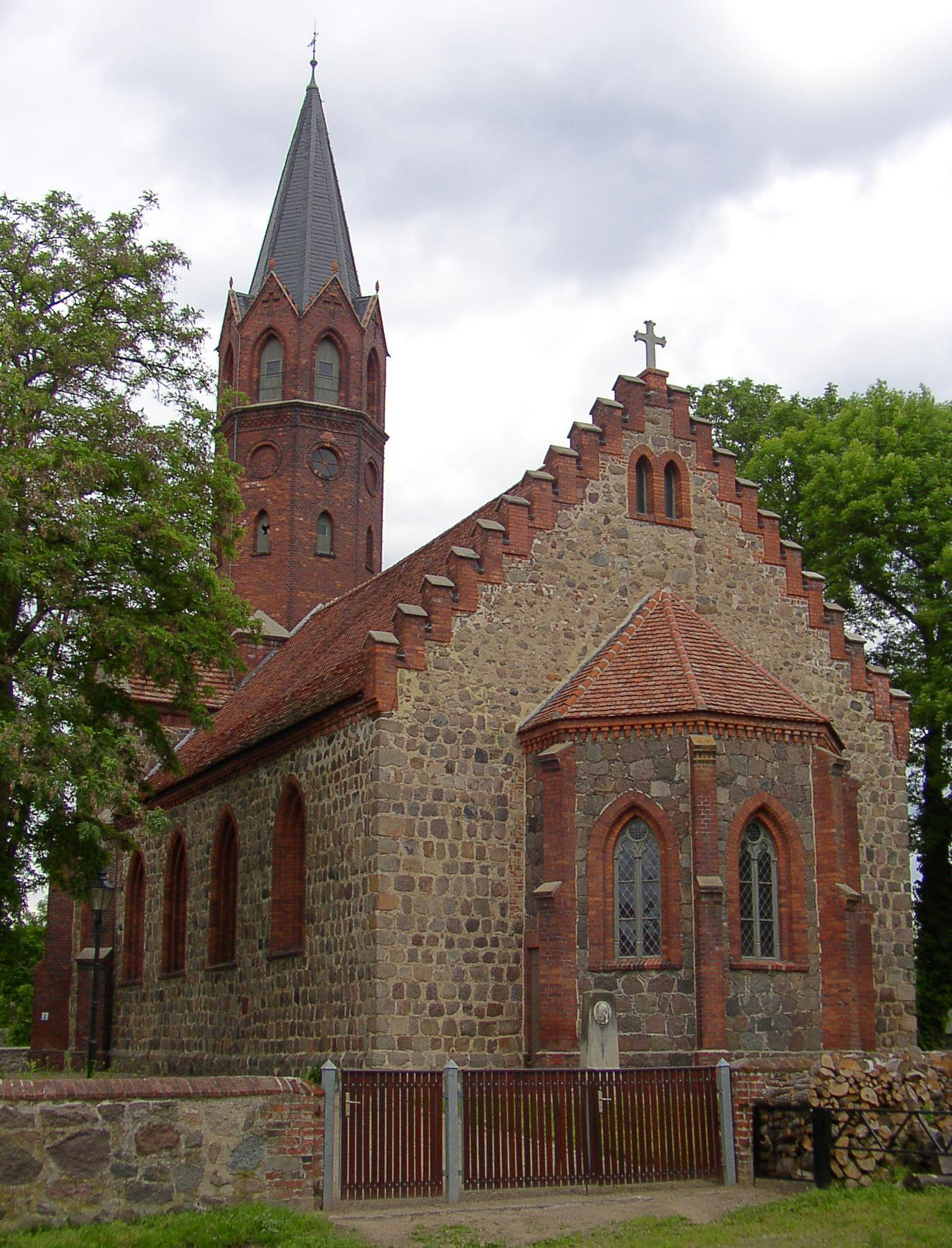
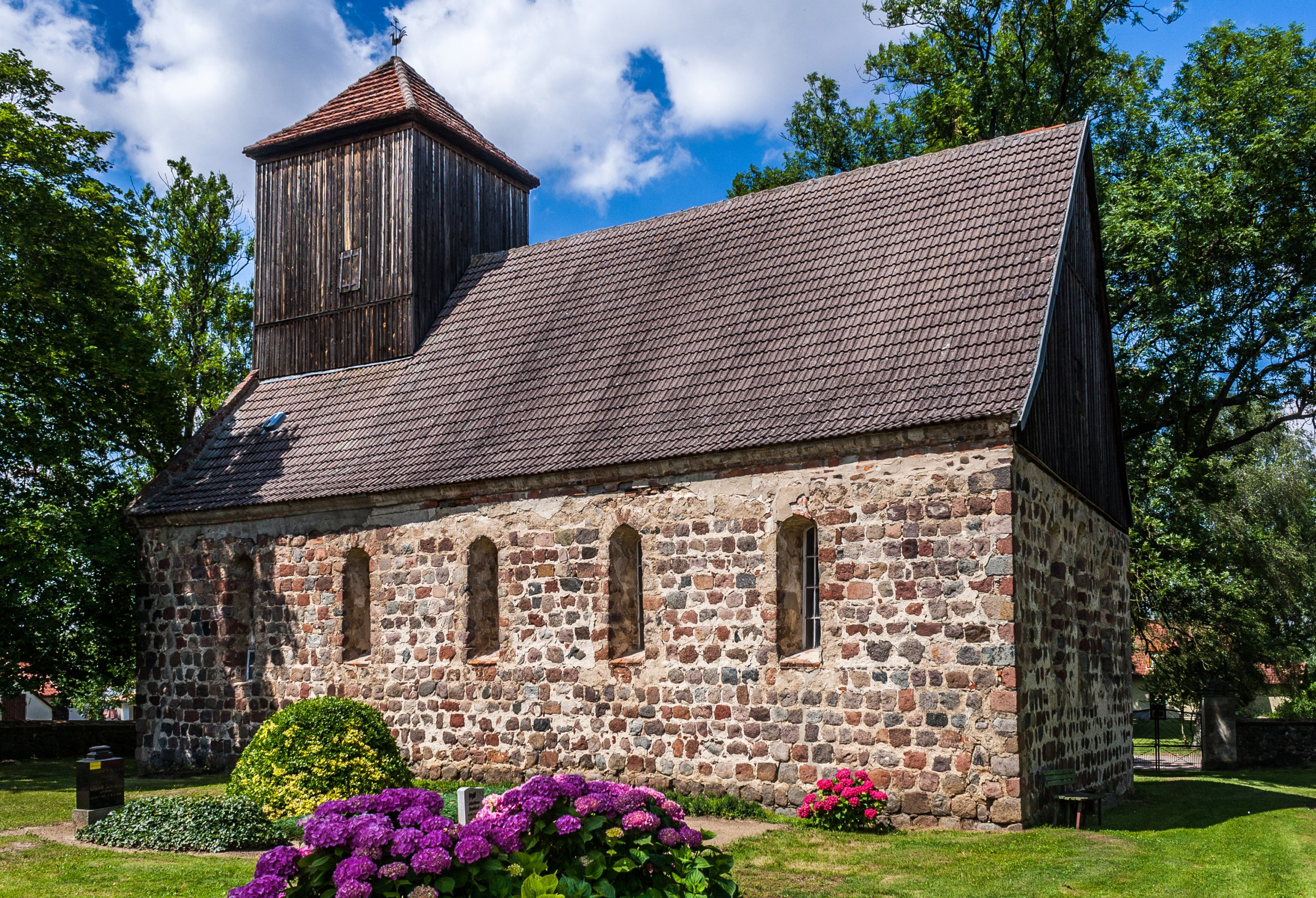
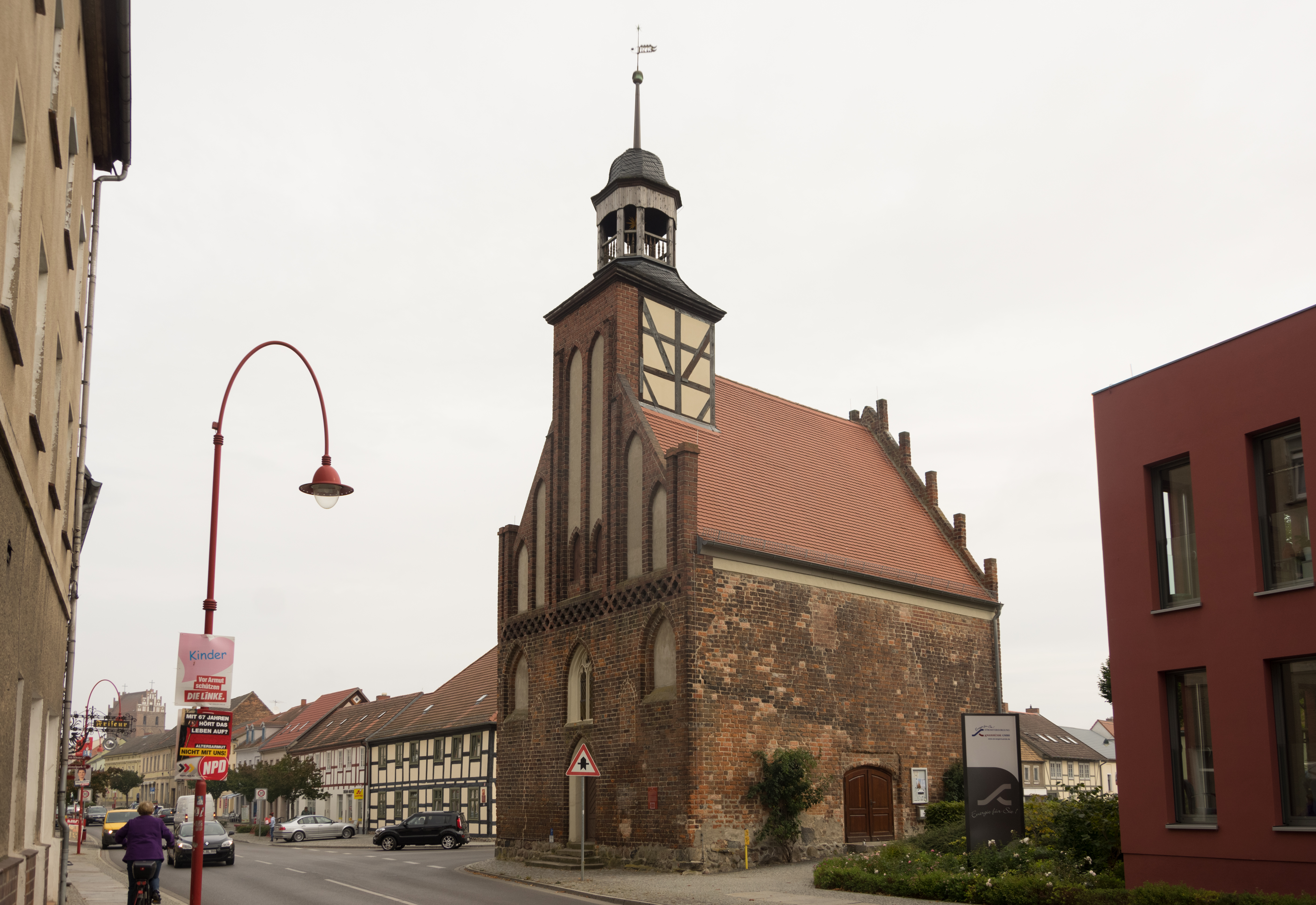

## Népesség
A település népessége az elmúlt években az alábbi módon változott:
| Lakosok száma | 17 372 | 16 481 | 14 360 | 13 637 | 13 696 | 13 692 | 13 775 |
|               | 1990   | 2000   | 2010   | 2020   | 2021   | 2022   | 2023   |